# 比尔青斯莱本
比尔青斯莱本（德語：Bilzingsleben，發音：[ˈbɪltsɪŋsˌleːbn̩]）是德国图林根州瑟默达县曾经的一个市镇，面积16.85平方千米，2017年12月31日人口为669人。2019年1月1日，比尔青斯莱本与另外2个市镇并入市镇金德尔布吕克。